# Paul Rabe (Philosoph)
Paul Rabe (* 11. April 1656 in Königsberg (Preußen); † 23. Juni 1713 ebenda) war ein deutscher Philologe und Philosoph.

## Leben
Rabe hatte an der Universität Königsberg ein Studium der philosophischen Wissenschaften absolviert und am 22. September 1678 den akademischen Grad eines Magisters derselben erworben. 1682 wurde er Subinspektor der Alumnen, 1685 berief ihn die Hochschule seiner Heimatstadt zum Professor der griechischen Sprache und 1703 übernahm er die Professur der Logik und Metaphysik.
Rabe hatte sich als vehementer Anhänger der Philosophie des Aristoteles etabliert. Er hatte sich auch an den organisatorischen Aufgaben der Königsberger Hochschule beteiligt und war im Sommersemester 1698 Rektor der Alma Mater sowie 1706 gleichwertiger Prorektor. Im Laufe seines Lebens hatte er sich eine Büchersammlung angelegt, die zahlreiche griechische Werke enthielt und aller philosophischer Schriften älterer Zeit, besonders der Scholastiker. Die Sammlung wurde 1713 verkauft.
Rabe hatte sich am 26. August 1687 mit Elisabeth Grube, Witwe des Rektors der Löbenichter Stadtschule M. Friedrich Rücker, verheiratet.

## Werke
- Disp. Omnis ars omnisque methodus, action item et proaeresis bonum aliquod appetere videtur. Königsberg 1682
- IV Disputationes de natura et constitutione Rhetorices. Königsberg 1684
- Disp. De voce λογος apud vetustos scriptores multifariam usurpata. Königsberg 1686
- Disp. De Quaestione: utrum beatus posit fieri miser? Königsberg 1686
- Disp. De Victu Johannis Baptistae ad Matth. III. 4. Königsberg 1689, 1694
- Disp. De Virtute heroica. Königsberg 1689
- Disp. De amictu Johannis Baptistae ad Matth. III. 4 et Merc I. 6. Königsberg 1693
- Disp. de natura et constitutione dialectices. Königsberg 1698
- Disp. De canone: omnis homo natura est animal politicum. Königsberg 1698
- Dialectica et Analytica, scientiarum biga utilissiroa, omnibusque ad solidam eruditionem contendentibus maxime necessaria. Berlin 1703
- Disp. De genuine categoriarum numero. Königsberg 1703
- Disp. De proprio, ejusque divisione Aristotelica, Porphyriana et Platonica. Königsberg 1704
- Disp. De canone philosophico: omnes homines natura scire desiderat ex Aristotelis lib. I. metaphys. C. I. Königsberg 1704
- Disp. De sede categoriarum propria. 1704
- Disp. De definitione Categoriarum. 1704
- Primitiae professionis logico-inetaphysicae, sive Commentarius in librum categoriarum Aristotelis. Königsberg 1704
- Cursus philosophicus, seu Compendium praecipuarum scientiarum philosophicarum, Dialecticae nempe, Analyticae, Politicae, fub qua comprehenditur Ethica, Physicae atque Metaphysicae, ex evidentioribus rectae rationis principiis deductum, methodo scientifica adornatum, et brevi atque perspicuo stylo concinnatum, in gratiam non solum Philosophiae cuitorum ex professo, sed et imprimis eorum, qui tantum ex ea modo haurire defiderant, quantum sibi in superioribus Facultaribus usui esse potest. Königsberg 1704
- Rhetorica civilis. Königsberg 1704
- Disp. De categoria relatorum. Königsberg 1704
- Disp. De Antepraedicamentis, vulgo sic dictis. Königsberg 1705
- Disp. De categoria qualitatis, ut et caeteris praedicamentis. Königsberg 1705
- Disp. De categoria substantia. Königsberg 1705
- Methodologia nova atque scientifica, sive tractatus de ordine genuino in quavis Pragniatia scientifica sive vocum sive rerum observando, regulis non tantum atque praeceptis perspicuis in parte priori adornatus, sed et exemplis integre elaboratarum XXX dissertationum copiose in parte posteriori illustratus. Königsberg 1708
- Philosophia propaedeutica sive Philosophiae Fundamenta praerequisita, ad ductum et methodum Cursus Philosophici b. Professoris Raben in tres Tomos iuxta triplicem Philosophiam breviter et perspicue distributa. Königsberg 1716

Werke, die in der Literatur erscheinen aber nicht zugeordnet werden können
- Disp. De natura et constitutione analyticae. Königsberg
- Tractat de contradictionibus Aristotelis apparentibus
- Disp. De vero et genuine per quaestiones disputandi modo
- Natura et constitutione Politices
- Morte Alexandri M. utrum Antipater eum veneno interemerit et Aristotelem habuerit complicem?
- Axiomate: omnis ars, methodus et action bonum aliquid appetere videtur proprio ejusque divisione Aristot. Porphyr. et Platonica
- De natura et constitutione Metaphysices
- De definitione boni a veteribus tradita
- Paraphrasis in omnes libros Aristotelis.
- Discursus in loca Aristotelis obscuriora, ex Philologia Graeca illustrate.
- Commentarius in aurea Pythagorae carmina.
- Commentarius in poëmata Pindari.
- Liber I. Odysseae Homeri notis explicatus.

Handschriften
- Institutiones Grammaticae linguae Graecae
- Etymologicum Graecum Novi Testamenti.